# Слободан Петровић
Слободан Петровић (Приштина, 21. децембар 1969) српски је политичар са Косова и Метохије и бивши заменик премијера Републике Косово. Био је посланик у Скупштини Косова и до 2020. био је председник Самосталне либералне странке (СЛС).

## Биографија
Петровић је рођен 21. децембра 1969. у Приштини, тада СФР Југославија . Петровић је ожењен и по занимању је правник.
У септембру 2006. године, Петровић је основао Самосталну либералну странку (СЛС) на Косову и Метохии. Изјавио је да су циљеви странке били да помогну српским заједницама да остану на Косову и Метохији и побољшају услове живота како би обезбедили одржив и реалан повратак расељених Срба.
Дана 8. фебруара 2009. године, Петровић се састао са албанским председником Бамиром Топијем. Разговарали су о ситуацији на Косову и да је Албанија главни фактор стабилности на Косову. 13. фебруара 2009. године, група од седам невладиних организација прогласила је Петровића "Личношћу године".
На парламентарним изборима у децембру 2010. године, Петровићева странка је добила 8 места (2 главна, 6 Срба); са 14.352 гласа (2,02%). 20. фебруара 2011. године потписао је коалициони споразум са косовским премијером Хашимом Тачијем  . Овим коалиционим споразумом Петровић је постао заменик косовског премијера. Такође је његова странка била задужена за три владина министарства; Министарство локалне самоуправе, Министарство за заједнице и повратак и Министарство рада и социјалне заштите. 22. фебруара 2011. године, Петровић је постављен за једног од пет заменика косовских премијера. Такође је постављен за министра за администрацију локалне управе.
На изборима 2014. подржао је Српску листу коју подржава Београд.
Његова главна платформа у косовској политици је признавање независности Косова од стране Србије и косовских Срба.